# Nathan Rafferty
Nathan Rafferty (* 17. Januar 2000 in Coalisland, Tyrone) ist ein nordirischer Dartspieler.

## Karriere
Das erste Mal auf sich aufmerksam machte Rafferty 2015, als er beim Jugendbewerb des World Masters ins Semifinale vorstieß. 2016 folgten dann die ersten Antritte bei der PDC Development Tour, wo sein bestes Ergebnis in diesem Jahr ein Viertelfinaleinzug war, und bei der Q-School, wo er einmal in die letzten 32 vordrang, sich aber keine Tour Card erspielen konnte. Im Jahr 2017 erreichte er bei der Development Tour dreimal das Achtelfinale, womit er sich erstmals für die PDC World Youth Championship qualifizierte, bei welcher er aber in Runde 1 scheiterte.
Ein weiteres Karrierehighlight für Rafferty folgte dann 2018, als er beim vierten UK Open Qualifier in diesem Jahr das Achtelfinale erreichte und sich so für die UK Open 2018 qualifizieren konnte, was gleichzeitig seine erstmalige Teilnahme an einem PDC-Major bedeutete.  Er erreichte bei diesem Turnier die Runde der letzten 32, wobei er u. a. den Titelverteidiger Peter Wright im Decider mit 10:9 bezwang. Im April desselben Jahres konnte er seinen ersten Titelgewinn auf der Development Tour feiern, bei der World Youth Championship kam er nicht über die Gruppenphase hinaus.
Ein Jahr darauf erging es ihm bei diesem Turnier besser, er erreichte das Achtelfinale, in welchem er gegen Callan Rydz mit 5:6 erst im Decider verlor. Bei der Ausgabe im Jahr 2020 ging es für ihn sogar bis ins Viertelfinale, in welchem er mit 2:6 an Niels Zonneveld scheiterte. Einige Monate zuvor nahm er das zweite Mal an den UK Open teil, er schied in der Runde der letzten 96 mit 2:6 gegen Jamie Hughes aus. Bei den UK Open 2021 gelang ihm ein Sieg in der ersten Runde, in der zweiten Runde verlor er dann allerdings mit 5:6 gegen John Brown.
Im selben Jahr gelang ihm die Qualifikation für den Grand Slam of Darts über die Development Tour 2021, bei der er Titelgewinne feiern konnte und welche er als Zweiter hinter Bradley Brooks abschloss. Beim Grand Slam of Darts gelang ihm mit Siegen über Martin Schindler (5:2) und Krzysztof Ratajski (5:4) der zweite Platz in seiner Gruppe hinter Weltmeister Gerwyn Price, gegen den er mit 5:4 verlor. Er zog damit ins Achtelfinale ein, in welchem er mit 10:2 Jonny Clayton unterlag.
Bei der PDC World Youth Championship 2021 zog Rafferty bis ins Finale ein. Dieses verlor er allerdings gegen Ted Evetts mit 4:6.
Bei der PDC Qualifying School 2022 durfte Rafferty dank seiner Platzierung auf der Development Tour direkt in der Final Stage starten. Er schaffte es schließlich tatsächlich auch, sich eine Tour Card für zwei Jahre zu erspielen.
Bei den UK Open 2022 startete Rafferty noch erfolglos. Gegen John O’Shea gewann er in der ersten Runde kein Leg. Dafür gab er eine Woche später sein Debüt auf der European Darts Tour bei der German Darts Championship, wo er allerdings ebenfalls in Rinde eins ausschied. Besser lief es im Mai bei seiner Teilnahme am European Darts Grand Prix 2022, wo er nach Siegen über Dragutin Horvat und Dirk van Duijvenbode im Achtelfinale stand, dass er mit 4:6 gegen Danny Noppert verlor.
Gute Performances zeigte Rafferty weiterhin vor allem auf der PDC Development Tour, wo er fünf Turniere gewann und die Rangliste im Jahr 2022 auf Platz eins abschloss. Bei der PDC World Youth Championship 2022 war er daraufhin an Position zehn gesetzt und überstand schadlos die Gruppenphase, bevor er überraschend mit 4:6 Daniel Perry unterlag. Bei den Players Championship Finals später verlor Rafferty wiederum in Runde eins gegen Luke Humphries.
Als bester Spieler der Development Tour gab Rafferty im Dezember sein Debüt bei der PDC World Darts Championship 2023. In der ersten Runde zeigte er dabei eine gute Leistung gegen Jermaine Wattimena und gewann das Spiel knapp mit 3:2. Dafür gewann er in der zweiten Runde gegen den späteren Weltmeister allerdings kein Leg und verlor 0:3 gegen Michael Smith.
Bei den UK Open 2023 gab sich Rafferty dieses Mal besser und gewann gegen Kevin Burness und Ryan Meikle, bevor er mit 8:10 gegen Ted Evetts verlor. Auf der PDC Pro Tour 2023 präsentierte sich Rafferty jedoch weiterhin schwierig. Ein Achtelfinale konnte er erreichen und eine Qualifikation für ein European-Tour-Event. Über den Tour Card Holder Qualifier kam er dafür zum Grand Slam of Darts 2023, wo Rafferty in seiner Gruppe zumindest ein Sieg gegen Gian van Veen gelang. Die anderen beiden Spiele gegen Gerwyn Price und Ryan Searle gingen jedoch verloren und so schied er als Gruppendritter aus.
Bei der PDC Development Tour 2023 war Rafferty wieder einer der Top-Spieler. Zwar gewann er dieses Mal nur eines der Turniere, beendete die Rangliste aber auf Rang vier, was sich später als nützlich erwies. Als 70. der PDC Order of Merit hätte er nämlich eigentlich die Tour Card wieder abgeben müssen. Da der beste Spieler der Development Tour, Gian van Veen, aber bereits seine Tour Card über die Rangliste halten konnte und der Zweitbeste Luke Littler sich seine Tour Card durch seine Leistungen bei der PDC World Darts Championship 2024 erspielte, fiel eine der beiden Tourkarten an Rafferty, der somit auch in den kommenden zwei Jahren die Turniere der PDC Pro Tour spielen darf.
Bei der PDC World Youth Championship 2023 spielte sich Rafferty wiederholt in die K.-o.-Runde, in der er nach einem Sieg über Jack Vincent im Achtelfinale gegen Wessel Nijman ausschied.

## Weltmeisterschaftsresultate

### PDC-Jugend
- 2017: 1. Runde (2:6-Niederlage gegen  Jarred Cole)
- 2018: Gruppenphase (3:5-Niederlage gegen  Conor Mayes und 0:5-Niederlage gegen  Nico Schlund)
- 2019: Achtelfinale (5:6-Niederlage gegen  Callan Rydz)
- 2020: Viertelfinale (2:6-Niederlage gegen  Niels Zonneveld)
- 2021: Finale (4:6-Niederlage gegen  Ted Evetts)
- 2022: 1. Runde (4:6-Niederlage gegen  Daniel Perry)
- 2023: Achtelfinale (0:6-Niederlage gegen  Wessel Nijman)
- 2024: Viertelfinale (4:6-Niederlage gegen  Gian van Veen)

### PDC
- 2023:  2. Runde (0:3-Niederlage gegen  Michael Smith)

## Turnierergebnisse
| Turnier                     | 2018               | 2019               | 2020               | 2021               | 2022               | 2023 | 2024 | 2025 |
| --------------------------- | ------------------ | ------------------ | ------------------ | ------------------ | ------------------ | ---- | ---- | ---- |
| PDC-Ranking-Turniere        |                    |                    |                    |                    |                    |      |      |      |
| Weltmeisterschaft           | nicht qualifiziert | nicht qualifiziert | nicht qualifiziert | nicht qualifiziert | nicht qualifiziert | 2R   | n/q  | n/q  |
| UK Open                     | 4R                 | n/q                | 3R                 | 2R                 | 1R                 | 4R   | 1R   | 3R   |
| Grand Slam of Darts         | nicht qualifiziert | nicht qualifiziert | nicht qualifiziert | AF                 | GP                 | GP   | n/q  |      |
| Players Championship Finals | nicht qualifiziert | nicht qualifiziert | nicht qualifiziert | nicht qualifiziert | 1R                 | n/q  | n/q  |      |
| Karrierestatistiken         |                    |                    |                    |                    |                    |      |      |      |
| Jahresendplatzierung        | 165                | 123                | 157                | 110                | 87                 | 65   | 95   |      |

| Legende zu den Turnierergebnissen | Legende zu den Turnierergebnissen | Legende zu den Turnierergebnissen | Legende zu den Turnierergebnissen | Legende zu den Turnierergebnissen | Legende zu den Turnierergebnissen | Legende zu den Turnierergebnissen | Legende zu den Turnierergebnissen | Legende zu den Turnierergebnissen | Legende zu den Turnierergebnissen |
| --------------------------------- | --------------------------------- | --------------------------------- | --------------------------------- | --------------------------------- | --------------------------------- | --------------------------------- | --------------------------------- | --------------------------------- | --------------------------------- |
| n/t                               | nicht teilgenommen                | n/q                               | nicht qualifiziert                | n/a                               | nicht ausgetragen                 | #R                                | Aus in jeweiliger Runde           | GP                                | Aus in der Gruppenphase           |
| AF                                | Achtelfinalist                    | VF                                | Viertelfinalist                   | HF                                | Halbfinalist                      | F                                 | Turnierfinalist                   | S                                 | Turniersieger                     |

## Titel

### PDC
- Secondary Tour Events
  - PDC Development Tour
    - PDC Development Tour 2018: 1
    - PDC Development Tour 2019: 2
    - PDC UK Development Tour 2021: 5, 11
    - PDC Development Tour 2022: 6, 11, 20, 22, 23
    - PDC Development Tour 2023: 18
    - PDC Development Tour 2024: 9, 14

  - PDC Challenge Tour
    - PDC UK Challenge Tour 2021: 10